# Nadleśnictwo Siedlce
Nadleśnictwo Siedlce – jednostka organizacyjna Lasów Państwowych podległa Regionalnej Dyrekcji Lasów Państwowych w Warszawie. Siedziba nadleśnictwa znajduje się w Siedlcach, w województwie mazowieckim.
Nadleśnictwo obejmuje w całości miasto Siedlce, część powiatów siedleckiego i węgrowskiego oraz niewielki fragment powiatu mińskiego.
Powierzchnia Nadleśnictwa wynosi 7 381, 79 ha.

## Historia
Leśnictwo Siedlce powstało w 1832 i obejmowało tutejsze lasy państwowe, które już w czasach Królestwa Polskiego były dobrami królewskimi. W kolejnych latach własność rządowa była uszczuplana poprzez nadawanie przez cara tutejszych uroczysk jako majoratów.
Po odzyskaniu przez Polskę niepodległości, lasy państwowe z okolic Siedlec weszły w skład nadleśnictwa Łuków. W ramach tego nadleśnictwa istniał wówczas obręb Siedlce-Sokołów. Tutejsze lasy znacznie ucierpiały w trakcie II wojny światowej przez rabunkową gospodarkę leśną.
Nadleśnictwo Siedlce powstało w 1945. Objęło ono przedwojenne lasy skarbowe oraz znacjonalizowane przez komunistów lasy prywatne.

## Ochrona przyrody
Na terenie nadleśnictwa znajduje się sześć rezerwatów przyrody:
- Dąbrowy Seroczyńskie
- Gołobórz
- Klimonty
- Kulak
- Las Jaworski
- Stawy Broszkowskie.

## Drzewostany
Typy siedliskowe lasów nadleśnictwa (z ich powierzchniowym udziałem procentowym):
- lasy 54%
- bory 40%
- olsy 6%

Gatunki lasotwórcze lasów nadleśnictwa (z ich udziałem procentowym):
- sosna, modrzew 54%
- dąb 22%
- brzoza 11%
- olsza 9%
- inne 4%